# Гаванский путепровод
Га́ванский путепрово́д — путепровод на проспекте Победы в Киеве через Северное железнодорожное полукольцо. Сооружен в 1950-70-х годах. Путепровод состоит из двух частей, отличающихся по конструкции: в сторону области (северной) и в сторону центра (южной).

Название образовано от железнодорожной линии, которая ведёт от станции Киев-Волынский к Киевской гавани на Днепре, хотя сама гавань находится далеко.
Под северной частью путепровода (с автомобильным движением в сторону области) проходит совмещённый (в оба направления) тоннель Святошинско-Броварской (красной) линии метро (участок открыт в 1971 году), таким образом Гаванский путепровод является крытым метромостом. До реконструкции проспекта Победы в первой половине 1980-х эта часть путепровода была пешеходной, а автомобильное движение осуществлялось только по южной части путепровода.

## Изображения

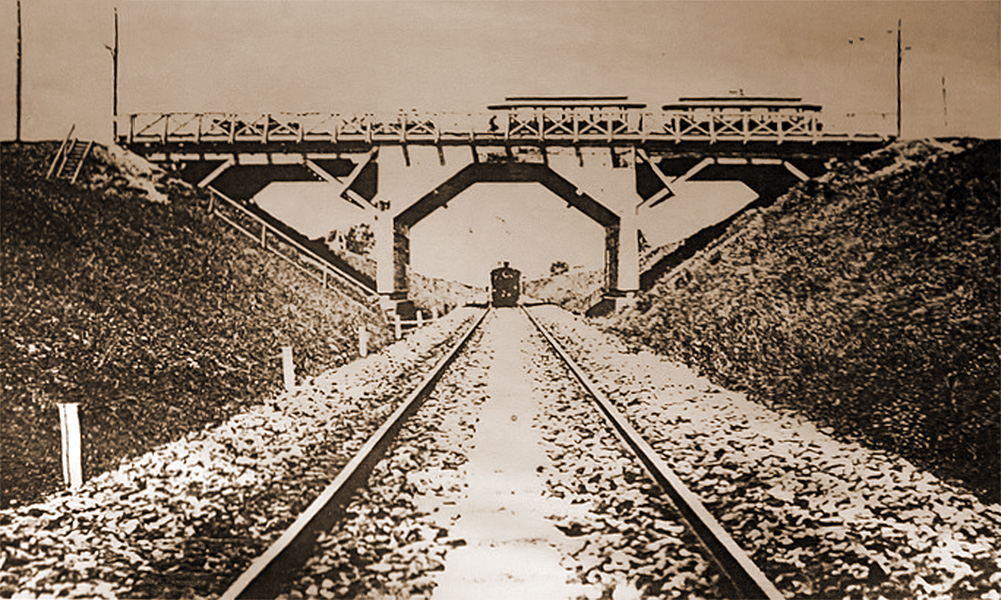
Гаванский путепровод, 1910-е годы
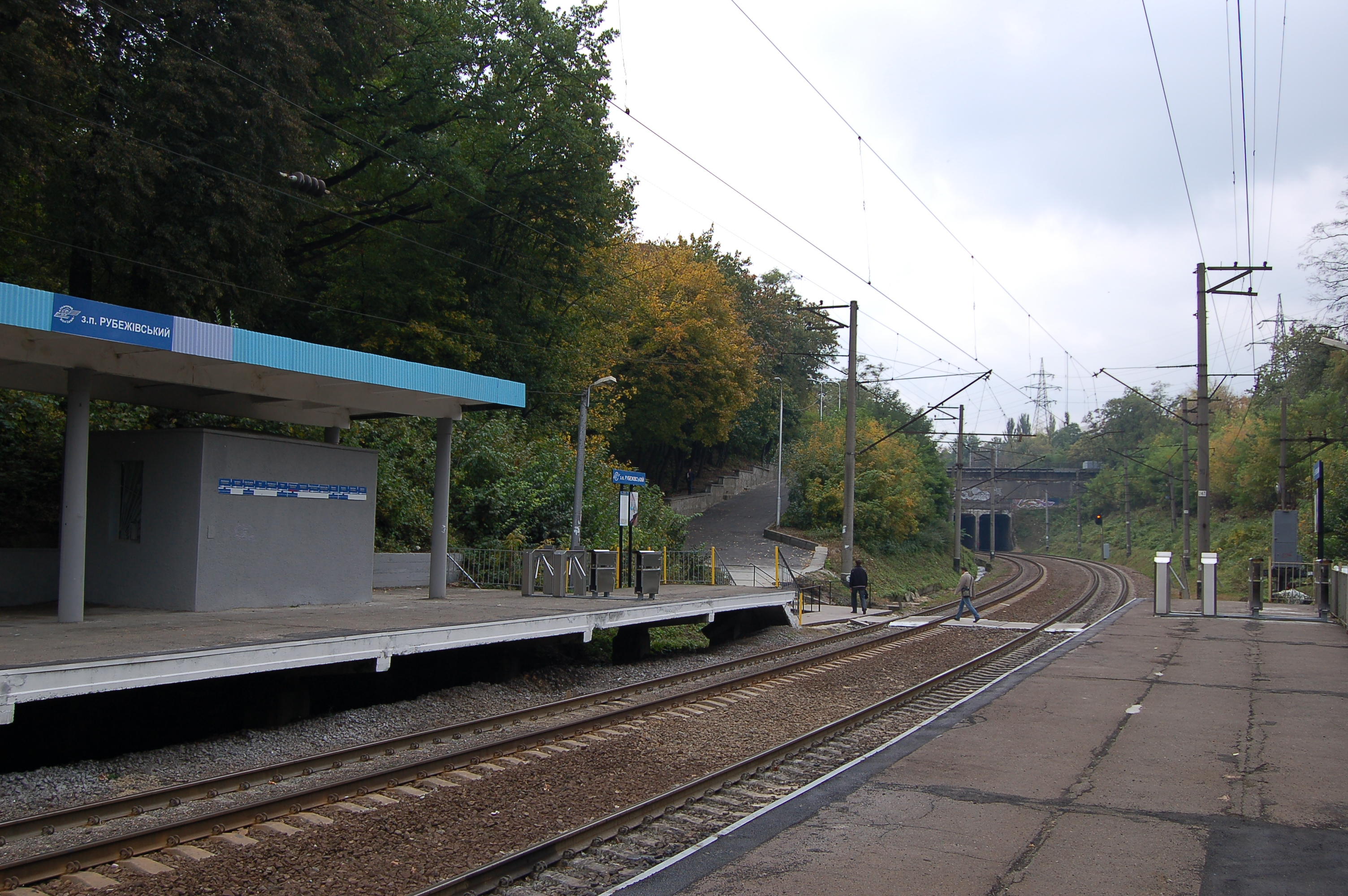
Вид на путепровод со стороны остановочного пункта Рубежовский
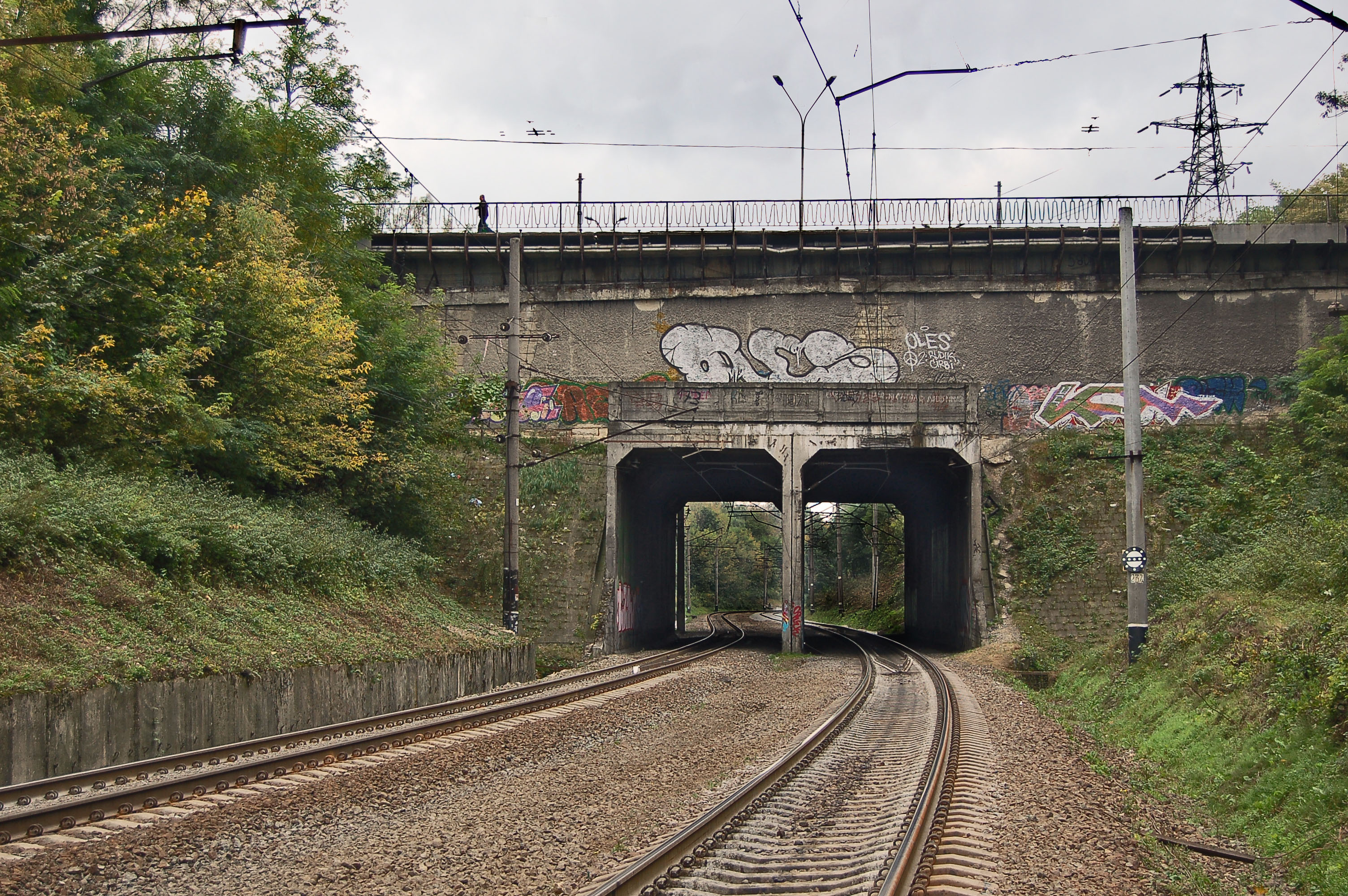
Вид на путепровод с северной стороны
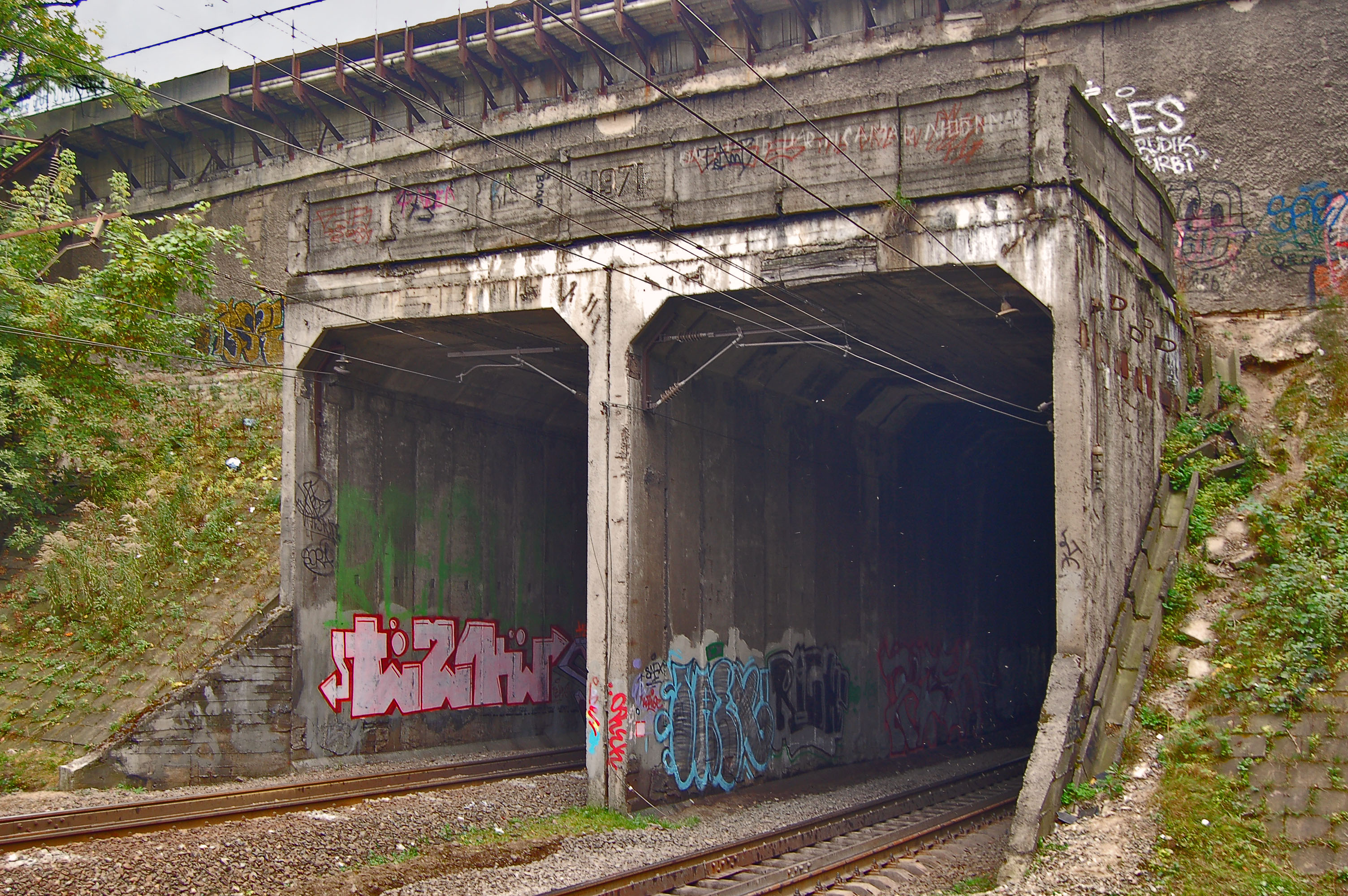
Портал путепровода со стороны тоннелей метро
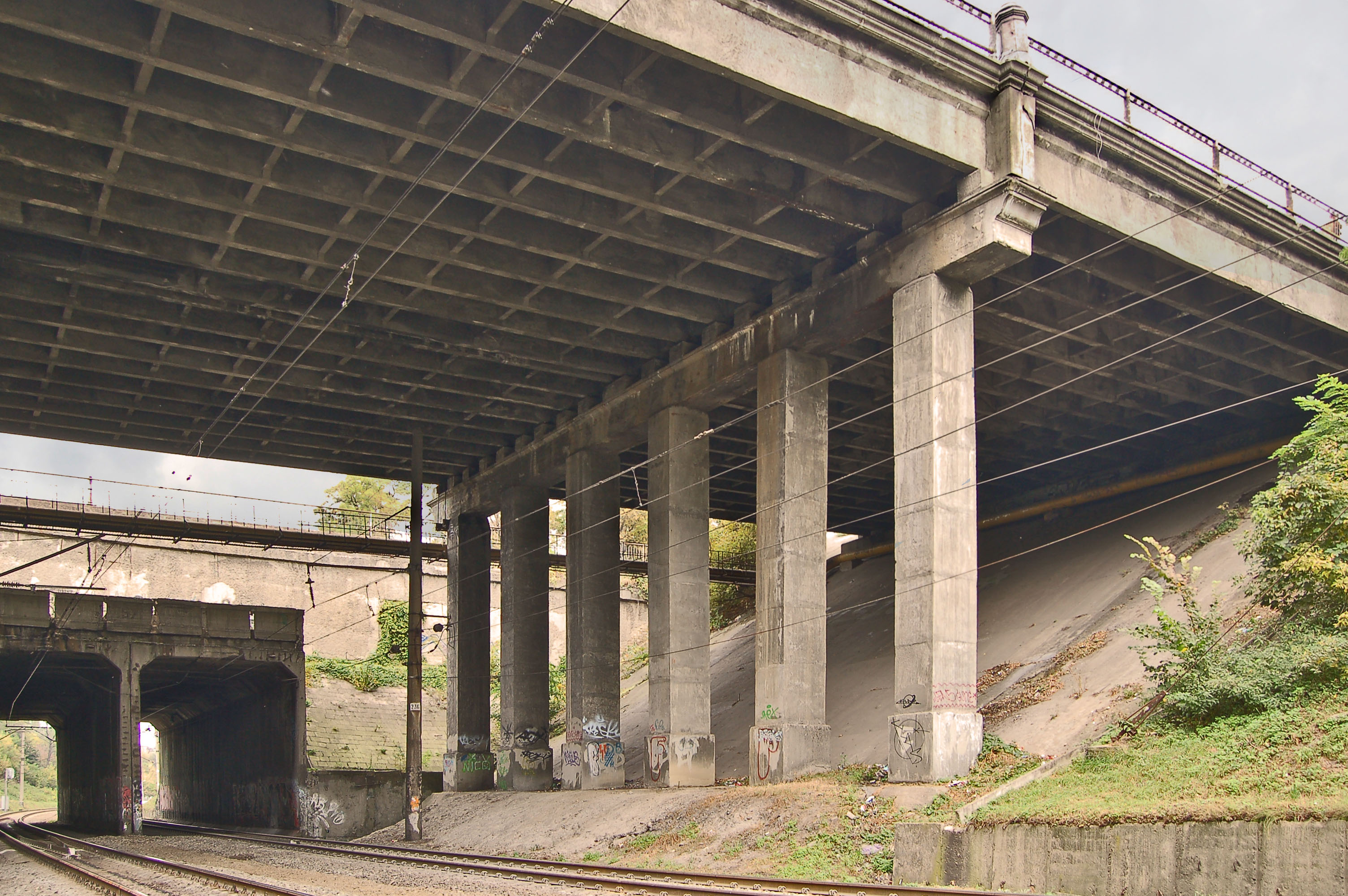
Южная (автомобильная) часть путепровода